# Eva Kubešová
Eva Kubešová (ur. 22 grudnia 1925 w Bedřichovie u Jihlavy, zm. 7 grudnia 1999 w Pradze) – czeska aktorka teatralna i filmowa oraz scenarzystka. 
Przez rok uczyła się w Państwowym Konserwatorium w Brnie, poza tym uczestniczyła w zajęciach prywatnego studium aktorskiego Marie Walterovej w tym mieście. Karierę aktorską rozpoczynała w 1942 na scenach teatralnych Brna, później od 1944 Třebíča i Igławy. W 1948 powróciła do Brna, a w 1961 wyjechała do Pragi i zrezygnowała z aktorstwa teatralnego. Występowała w filmach, a po zakończeniu kariery aktorskiej pracowała w Czechosłowackiej Telewizji

## Wybrane role filmowe
- 1952: Jutro będzie się wszędzie tanczyć (Zítra se bude tančit všude) – Alena
- 1955: Mój przyjaciel Fabian (Můj přítel Fabián) – narzeczona Trojana
- 1955: Nocne spotkania (Dnes večer všechno skončí) – Helena Bušková alias Irena Vágnerová
- 1956: Góra tajemnic (Větrná hora) – Ivanka Bartáková
- 1959: 105% alibi (105% alibi) – milicjantka Jindřiška Hurková
- 1966: Alibi na wodzie (Alibi na vodě) – aktorka Helena Dvořáková
- 1967: Skradziony balon (Ukradená vzducholoď) – Dufková